# 札幌市立幌東中学校
札幌市立幌東中学校（さっぽろしりつこうとうちゅうがっこう）は、北海道札幌市白石区菊水6条3丁目にある公立中学校。

## 沿革
- 1949年4月15日 - 札幌市立第八中学校として開校（札幌市立豊平小学校・札幌市立東橋小学校を借用）[1]。
- 1949年9月1日 - 現在地に移転。
- 1949年10月10日 - 札幌市立幌東中学校と改称[1]。校章制定。
- 1950年5月10日 - 体育館完成。
- 1950年10月1日 - 校歌制定。
- 1950年10月7日 - 校舎落成。
- 1955年4月1日 - 札幌市立八条中学校開校に伴い、通学区の変更。
- 1960年12月1日 - 札幌市立日章中学校開校に伴い、通学区の変更。
- 1987年3月25日 - 札幌市立米里中学校開校に伴い、通学区の変更。
- 1990年9月27日 - 校舎内大規模改造工事竣工。

## 部活・同好会
- 運動部
  - 野球部
  - サッカー部
  - 女子バレーボール部
  - 男子バスケットボール部
  - 女子バスケットボール部
  - 卓球部
- 文化部
  - 合唱部
  - 美術部
- 同好会
  - 茶道

## 主な行事
- 4月 - 入学式、1学期始業式、着任式、新入生歓迎会、体位測定、学校公開日
- 5月 - 前期生徒総会、見学旅行（3年生）
- 6月 - 見学旅行（3年生）、宿泊学習（2年生）、校外学習（1年生）、定期テスト、中体連壮行会
- 7月 - 陸上競技会、期末懇談、1学期終業式
- 8月 - 2学期始業式
- 9月 - 3年生学力テスト総合A、学校祭、開校記念日（30日）
- 10月 - 3年生学力テスト総合B、合唱コンクール、学校公開日
- 11月 - 教育相談日、3年生学力テスト総合C、定期テスト
- 12月 - 期末懇談、2学期終業式
- 1月 - 3学期始業式、定期テスト（3年生）
- 2月 - 定期テスト（1・2年生）、後期生徒総会、学校公開日
- 3月 - 卒業生を送る会、卒業式、修了式、離任式

## 教育目標
- 学校教育目標
  - 知性の高い人間
  - 情操豊かな人間
  - 意志の強い人間
  - 健康で明るい人間
- めざす生徒像
  1. 学習に真剣である
  2. 正義を愛する
  3. 友情に厚い
  4. 自主的である
  5. 明朗である

## 学校経営方針
1. 開かれた学校（地域に開かれた学校の創造）
協働と経営感覚に満ちた学校運営・地域に開かれた学校運営・地域に根ざした特色ある教育課程の編成
2. 生命と人格を大切にする学校（豊かな人間性のはぐくみ）
豊かな心を育てる・温かな心のふれあいを醸成する・自己の確立を目指す態度を育てる
3. 人間化した学校（学ぶ力のはぐくみ）
調和のとれた教育課程を編成する・個性を生かす・意欲を高め、主体的に学ぶ力を育てる

## 校歌
作詞：飯田広太郎、作曲：千葉日出城
1. 遙かなる手稲の峯の 雲青くかがやくところ ああわれらが高き望に 仰ぐは幌東中学校
2. 影深き藻岩のみどり 水清くささやくところ ああわれらが肩くみかわし ほほえむ窓の明るさよ
3. 風すさぶ石狩原頭 雪寒くふりつむところ ああわれらが唇かたく 踏みゆくかなた下もえん

## 出身者
- 田尾敏彰　スキージャンプ選手
- 長岡勝　スキージャンプ選手
- 藤田和子　漫画家